# Uomo Sabbia
L'Uomo Sabbia (in inglese Sandman), il cui vero nome è William "Bill" Baker, conosciuto anche come Flint Marko, è un personaggio dei fumetti, creato da Stan Lee (testi) e Steve Ditko (disegni) nel 1963, pubblicato dalla Marvel Comics.
È un supercriminale che nel corso della sua carriera spesso si è dato degli pseudonimi per celare la propria identità. Si è fatto chiamare Flint Marko, poi Sylvester Mann. Fra i primi nemici dell'Uomo Ragno, l'Uomo Sabbia è stato un membro dei Sinistri Sei e dei Terribili Quattro (nemici dei Fantastici Quattro).
Dotato di una personalità complessa, non può essere definito completamente diabolico, perché non è mai stato uno spietato assassino e una parte della sua carriera si è svolta in collaborazione con supereroi come i Vendicatori, oppure come mercenario al servizio di Silver Sable, i cui metodi sono sempre ai confini della legalità ma mai volti al male.

## Storia editoriale
Apparve per la prima volta su Amazing Spider-Man n. 4 (vol. 1, settembre 1963), tradotto in italiano per la prima volta in L'Uomo Ragno n. 4 (prima serie, Editoriale Corno, giugno 1970), poi ristampato diverse volte, fra le quali si ricordano Grandi Eroi Marvel n. 54 (Comic Art), Uomo Ragno Classic n. 2 (Star Comics, febbraio 1991) e Spider-Man Collection n. 1 (Panini Comics, settembre 2004).

## Biografia del personaggio

### Inizi
William Baker nacque nel borough di Queens a New York. Quando Baker aveva solo tre anni, suo padre lo abbandonò, lasciandolo alle cure di sua madre. William cresce senza il padre e viene continuamente tormentato dai bulli della scuola capitanati da un ragazzo di nome Vic Rollins, che spesso lo picchiano e distruggono le sue "opere di sabbia". Infatti, William aveva un lato molto creativo e utilizzava la sabbia per creare delle sculture. Il suo talento venne notato dalla sua insegnante, Miss Flint, per la quale si prese una cotta.
William cambiò dopo aver appreso che la sua insegnante stava per sposarsi e diventò un ragazzo violento e forte, che divenne il capo dei bulli che lo avevano tormentato in precedenza, adottando il soprannome di Flint, in riferimento alla sua insegnante. Flint divenne rapidamente un ottimo giocatore di football americano alle superiori, dimostrandosi però troppo aggressivo e rabbioso.
Pur di salvare l'amico Vic Rollins tormentato dagli strozzini, Flint finì per far perdere intenzionalmente un'importante partita, ma ciò causò la sua espulsione della squadra. Per la rabbia, Flint arrivò anche a picchiare duramente l'allenatore e intraprese, da quel giorno, la strada del crimine. Compì diverse rapine, finendo per essere catturato molte volte. Per sua stessa ammissione, a ventun'anni era già stato in prigione cinque volte. Durante il periodo in carcere, Flint conosce suo padre, ma non gli rivela di essere suo figlio, per paura di non essere accettato. Assume, dunque, l'alias di Flint Marko. Dopo il rilascio di suo padre, Flint, per stare accanto al genitore, fugge dalla prigione. Inseguito dalla polizia, arrivò in un'area di sperimentazione, dove venne investito da un'esplosione nucleare che mischiò le sue molecole con la sabbia, donandogli la possibilità di trasformare il suo corpo in sabbia e mutando parti del suo corpo in armi. La sua capacità di scomporsi in granelli lo rese perciò un nemico difficile da danneggiare.

### Carriera criminale
La prima volta che lo affrontò, l'Uomo Ragno lo sconfisse con un aspirapolvere nel liceo Midtown, in cui studiava come Peter Parker. Il motivo per cui giunse nel liceo era per chiedere al rettore della scuola che gli venisse assegnato il diploma che non era mai riuscito ad ottenere. Ritornato libero, Flint si unì al gruppo Sinistri Sei per potersi vendicare dell'Uomo Ragno, ma anche questa volta venne sconfitto dal supereroe dopo un duro scontro all'interno di una cassa ermetica; infatti, all'interno di tale cassa, Flint non aveva abbastanza aria per contrastare l'avversario che, invece, riusciva a tenere il respiro più a lungo del suo grazie ai suoi fantastici poteri. La terza apparizione del personaggio risale al periodo in cui Peter Parker era preoccupato per la salute di sua zia May e, per starle accanto, sfuggiva alle battaglie contro i suoi acerrimi nemici. Spider-Man, durante questo periodo, affrontò due volte l'Uomo Sabbia: nel primo scontro, l'eroe si ritirò dal combattimento, mentre durante il secondo scontro, l'Uomo Sabbia venne sconfitto insieme ai suoi alleati, i Duri, grazie all'intervento dell'arrampicamuri e della Torcia Umana.
In seguito, Uomo Sabbia comparve anche come nemico dei Fantastici Quattro, prima da solo e poi, con Wizard, Medusa e Trapster, con in Terribili Quattro, un supergruppo malvagio.
Durante uno scontro con Hydro-Man, un supercriminale con la capacità di diventare acqua, si trasformò nell'Uomo Fango, ma dopo che la fusione si sciolse, iniziò a riflettere sulla sua vita, e cambiò il suo nome in Sylvester Mann, ed andò a vivere dalla famiglia Cassada, sbrigando anche qualche lavoretto per Silver Sable e lavorando a Coney Island come manutentore. Tuttavia, il suo vecchio amico Wizard lo catturò e fece emergere il suo lato malvagio, e così, William ritornò ad essere uno dei "cattivi". Dopo aver riassemblato i Sinistri Sei affrontò nuovamente l'Uomo Ragno, ma persero a causa di Venom, che voleva assumerne il controllo, e che mangiò un pezzo del suo corpo. A causa della mutilazione venne meno la coesione fra la sabbia che componeva il corpo e il supercriminale temette di morire. Il suo corpo si disciolse poco a poco e colò nelle fogne ma si riaggregò successivamente su una spiaggia. In seguito, William tornò alla vecchia vita da criminale.

### Back in Black
Durante Back in Black chiese aiuto a Spider-Man per capire chi fosse l'uomo che suo padre Floyd aveva ucciso (che poi si scoprì essere il Camaleonte del 2211 camuffato, che aveva assunto anche le sembianze di zio Ben).

### La sfida
L'Uomo Sabbia è il secondo nemico che l'Uomo Ragno affronta nella Sfida, narrata nella miniserie in due parti Il castello di Keemia di Fred Van Lente e Javier Pulido.

### Fino alla fine del mondo
Successivamente si unisce alla nuova incarnazione dei Sinistri Sei riunita dal Dottor Octopus. e lo aiuta a rubare tecnologia dal Baxter Building e a derubare del Cannone Zero l'Intelligencia. Viene poi sconfitto e imprigionato dal trio Uomo Ragno, Silver Sable e Vedova Nera nel deserto del Sahara.

### Superior Spider-Man
Sarà poi recuperato, in forma di semplice testa, dalla base dei Fantastici Quattro da Superior Spider-Man ed utilizzato come una sorta di schiavo controllato mentalmente insieme ad alcuni suoi ex-compagni di squadra nei Sinistri Sei, finché Spider-Man, nel corso di una missione, non perderà il controllo su lui e gli altri.
Nella miniserie Spider-Man: Chapter One viene presentato come lontano cugino di Norman Osborn, cioè Goblin. Tuttavia questa serie non è più considerata parte della continuity ufficiale dell'universo Marvel.

## Poteri e abilità
Come suggerisce il suo nome di battaglia, Baker ha la capacità di trasformarsi in sabbia, mantenendo il controllo su ogni minuscola particella del suo corpo: è in grado di assumere qualsiasi forma, tanto da avere una malleabilità pari a quella di Mister Fantastic, ma può volere che il suo corpo sia indurito, compattato, disperso o modellato, o una combinazione di queste qualità; inoltre è in grado di aumentare o diminuire entro un certo limite le dimensioni del suo corpo. Il più delle volte in combattimento, questa capacità gli consente di assorbire la maggior parte dei colpi con pochi o nessun effetto negativo oltre a riformarsi, un'azione relativamente veloce.
L'Uomo Sabbia può modellare le sue braccia e le sue mani in forme rigide, come un martello o una mazza, per combattere Spider-Man e gli altri suoi nemici. La sua massa, forza e capacità di mutare forma corrispondono al numero di particelle di sabbia e roccia che lo compongono. Può anche assorbire la sabbia dell'ambiente circostante, modellandola e muovendola a piacimento. Più incorpora (nelle vicinanze) granelli di sabbia e granuli di roccia nel suo corpo, più queste qualità vengono migliorate. Anche se controlla ogni particella del suo corpo, la sua mente esiste nel piano astrale. Può trasformarsi in una tempesta di sabbia, che gli consente di volare a grandi distanze e di soffocare i suoi nemici.
Oltre alla sua superba resistenza, l'Uomo Sabbia possiede una forza sovrumana diverse volte quella di Spider-Man e così via, alla pari con la Cosa. Il suo corpo assume le qualità chimiche della sabbia, impermeabile a molti elementi. Tuttavia, il contatto col cemento che si secca può immobilizzarlo, sebbene senza ucciderlo. Altro punto debole dell'Uomo Sabbia è la temperatura; a 3.400 gradi Fahrenheit, il suo corpo si trasforma in vetro, una forma che comunque può controllare. A differenza della rapida trasformazione del personaggio da sabbia a vetro, la sua trasformazione da vetro a sabbia richiede tempo.
Sebbene sia invulnerabile alla maggior parte degli attacchi fisici, anche ai proiettili perché lo attraversano, l'acqua è una storia diversa. Ci sono alcune eccezioni, ad esempio durante la lotta contro Venom; la quantità di sabbia rimossa bruscamente, e forse a causa dei veleni di Venom, ha lasciato la massa dell'Uomo Sabbia in contorsione, paralizzata in modo irreparabile. L'Uomo Sabbia iniziò a disintegrarsi, poi fluì in un canale di scolo, e poi si lavò su e in una spiaggia.
È stato rivelato che, mentre l'Uomo Sabbia può assorbire e perdere la sabbia, il suo corpo deve conservare una particella chiave di sabbia che contiene la sua mente cosciente, permettendo a Spider-Man di sconfiggerlo una volta isolando quel granello dal resto dell'Uomo Sabbia (sebbene la difficoltà insita nell'organizzazione di questi eventi in primo luogo ne renda poco pratico l'uso regolare).

## Altre versioni
La versione Ultimate dell'Uomo Sabbia è completamente diversa da quella classica. Qui ha ottenuto i suoi poteri a causa di un esperimento per replicare il siero del supersoldato. È un criminale malvagio al soldo di Norman Osborn, con il compito di uccidere Peter Parker. Inoltre, il suo nome di battesimo non è William Baker, ma Flint Marko. Ha fatto parte de I Sei.

## Altri media

### Animazione
- L'Uomo Sabbia appare nelle serie animate L'Uomo Ragno, L'Uomo Ragno, L'Uomo Ragno e i suoi fantastici amici, The Spectacular Spider-Man, Ultimate Spider-Man, Spider-Man.
- Il personaggio è apparso anche nella serie animata I Fantastici Quattro, in cui fa parte di un membro dei Terribili Quattro.
- L'Uomo Sabbia appare nell'anime Disk Wars: Avengers.

### Cinema
(Flint Marko a sua moglie prima di fuggire di casa in Spider-Man 3)

L'Uomo Sabbia interpretato da Thomas Haden Church nel film Spider-Man 3.

- Thomas Haden Church ha interpretato Flint Marko, alias Uomo Sabbia, nel lungometraggio cinematografico Spider-Man 3 (2007), diretto da Sam Raimi, nel quale è l'antagonista secondario del terzo film. Venne scelto quasi subito, in quanto Raimi considerava il personaggio visivamente affascinante.[16] Come nel fumetto, Marko si trasforma nell'Uomo Sabbia dopo essere finito accidentalmente in un esperimento che finisce per mischiare le sue molecole con la sabbia. Per aumentare il senso di colpa del protagonista riguardo alla morte di Ben Parker, nel film l'Uomo Sabbia divenne responsabile della sua morte.[17] Raimi, inoltre, aggiunse a Marko un drammatico passato e una storia completamente diversa da quella della sua controparte fumettistica. Nel film, infatti, è diventato un criminale per poter pagare le cure di sua figlia malata, Penny, e non è una persona cattiva. Inoltre, nel film si allea con Venom, contrariamente al fumetto nel quale i due non si sono mai alleati. Un'altra differenza è che nel film il vero nome dell'Uomo Sabbia è Flint Marko, mentre nei fumetti è William Baker: Flint Marko infatti era un nomignolo adottato dall'Uomo Sabbia dei fumetti nell'ambiente della malavita perché non voleva che sua madre venisse a conoscenza delle sue azioni. Nel lungometraggio, Venom e l'Uomo Sabbia, volendo entrambi eliminare Spider-Man, decidono di unirsi e di tendergli una trappola: catturano Mary Jane Watson, la intrappolano in un taxi sopra un grattacielo e attendono l'arrivo del supereroe, sicuri che si sarebbe recato sul posto per salvare la ragazza. Durante lo scontro finale tra Spider-Man, Venom e l'Uomo Sabbia, Harry arriva in soccorso di Parker sconfiggendo Marko grazie al suo aliante. Alla fine dello scontro, dopo essersi ripreso, l'Uomo Sabbia rivela a Peter che lui non voleva affatto uccidere suo zio, ma che si è trattato di un incidente, e che la sua unica vera intenzione era trovare i soldi per curare sua figlia malata. Parker comprende la sua situazione e lo perdona; successivamente Marko si dissolve nell'aria. Gli effetti visivi del personaggio vennero creati da Scott Stokdyk.[18] All'epoca dell'uscita di Spider-Man 3, il personaggio dell'Uomo Sabbia si posizionò all'8º posto nella classifica dei "migliori personaggi cinematografici generati al computer" stilata da Entertainment Weekly.[19]
- Il personaggio appare all'interno del Marvel Cinematic Universe.
  - Un immaginario membro degli Elementali (creato da Mysterio) è ispirato all'Uomo Sabbia ed apparso come uno degli antagonisti terziari nel film Spider-Man: Far from Home (2019).
  - L'iterazione dell'Uomo Sabbia di Sam Raimi appare nel film Spider-Man: No Way Home (2021), interpretato nuovamente da Thomas Haden Church. Dopo essere finito in un altro universo a causa dell'incantesimo rovinato del Dottor Strange che ha attirato tutti quelli che sanno che Peter Parker è Spider-Man, Marko aiuta il Peter Parker di quell'universo a sconfiggere Electro, un supercriminale proveniente da un universo alternativo prima di essere teletrasportato e imprigionato nel Sanctum Sanctorum: qui rivela a Norman Osborn e al Dottor Octopus che sono destinati a morire nel loro universo combattendo Spider-Man in cui aveva sentito i notiziari in precedenza. Flint riceve la possibilità di una cura per le sue condizioni da Spider-Man, ma viene invece convinto dal Goblin a contrattaccare. L'Uomo Sabbia in seguito assiste Electro e Lizard nello scontro finale contro Spider-Man e le sue due varianti (inclusa quella del suo mondo), fino a quando il Parker del suo universo non lo guarisce dai suoi poteri, riportando Marko al suo stato umano. Alla fine Flint Marko viene rimandato nel suo universo natale dal Dottor Strange, insieme con Parker, Octavius e Osborn. Marko appare per tutto il film nel suo stato sabbioso creato tramite CGI piuttosto che tornare a quello umano, fino a quando non viene curato (dove vengono usati filmati d'archivio).

### Videogiochi
- Questprobe#2: Spider-Man (1978 - Commodore 64, Commodore 16, Atari 8-bit, ZX Spectrum, PC, Amstrad, Apple II)
- The Amazing Spider-Man vs. The Kingpin (1990 - Mega Drive, Sega Game Gear, Sega CD)
- Spider-Man: Returns of the Sinister Six (1992 - Nintendo Entertainment System, Sega Game Gear, Sega Master System)
- Spider-Man: The Sinister Six (1996 - PC)
- Spider-Man 2: Enter Electro (2001 - PlayStation)
- Ultimate Spider-Man (2005 - GameCube, PlayStation 2, PC, Xbox, Game Boy Advance, Nintendo DS, Telefono cellulare)
- Spider-Man 3 (2007 - PC, Wii, PlayStation 2, PlayStation 3, Game Boy Advance, PSP, Xbox 360, televisione, Telefono cellulare, Nintendo DS)
- Spider-Man: Amici o nemici (2007 - PC, Wii, Xbox 360, Nintendo DS, PSP, PlayStation 2)
- Spider-Man: Il regno delle ombre (2008 - PlayStation 2, Xbox 360, PC, Nintendo DS, PlayStation 3, PSP, Wii)
- Spider-Man: Shattered Dimensions (2010 - Xbox 360, PlayStation 3, Wii, Nintendo DS, PC)
- LEGO Marvel Super Heroes (2013 - PlayStation 3, PlayStation 4, PS Vita, Xbox One, Xbox 360, Wii U, macOS, Nintendo DS, Nintendo 3DS, Nintendo Switch)
- Marvel: La Grande Alleanza 3: L'Ordine Nero (2019 - Nintendo Switch)
- Spider-Man 2 (2023 - Playstation 5)